# Peter Schnittger
Peter Schnittger (Hann. Münden, 22 de maio de 1941) é um ex-treinador de futebol alemão
Em 32 anos como treinador., comandou as seleções de Costa do Marfim, Camarões, Madagascar, Etiópia, Benin, Tailândia e Senegal, treinado por ele na Copa das Nações Africanas em 2000.
Seu último cargo foi na Seleção Argelina, onde foi diretor-técnico entre 2006 e 2008.